# Nõmme (Hiiumaa)
Nõmme (Duits: Nömme) is een plaats in de Estlandse gemeente Hiiumaa, provincie Hiiumaa. De plaats heeft de status van dorp (Estisch: küla).
Tot in oktober 2017 behoorde Nõmme tot de gemeente Käina. In die maand werd Käina bij de fusiegemeente Hiiumaa gevoegd.

## Bevolking
Het dorp had 62 inwoners op 31 december 2011 en 61 inwoners op 31 december 2021.

## Ligging
Nõmme ligt ten noordwesten van de vlek Käina. Langs de zuidoostgrens van het dorp loopt de secundaire weg Tugimaantee 83 van Suuremõisa via Käina naar Emmaste.

## Geschiedenis
De plaats werd voor het eerst genoemd in 1611 onder de naam Neme, een dorp op het landgoed van Putkas (Putkaste). In 1782 werd het dorp Nemmekülla genoemd, in 1798 Nömme.
In de jaren 1977-1997 maakte Nõmme deel uit van de vlek Käina.